# Neopolyptychus convexus
Neopolyptychus convexus är en fjärilsart som beskrevs av Rothschild och Jordan 1903. Neopolyptychus convexus ingår i släktet Neopolyptychus och familjen svärmare. Inga underarter finns listade i Catalogue of Life.